# Filosofía indígena americana
La filosofía indígena americana es la filosofía práctica, o "filosofía de vida", de los pueblos indígenas de las Américas.Un filósofo indígena es una persona indígena que practica la filosofía y tiene un vasto conocimiento de la historia, la cultura, el idioma y las tradiciones de los pueblos indígenas de las Américas. Existen muchas tradiciones diferentes de filosofía en las Américas, desde la época precolombina.
La filosofía indígena latinoamericana es la filosofía práctica de los pueblos indígenas de América Latina, y se encuentra estrechamente vinculada a la ética indígena y las nociones de buen vivir.

## Epistemología y Ciencia
El estudio del conocimiento, las creencias y las formas en que las personas adquieren y procesan información (también conocida como epistemología) en las culturas indígenas puede ser algo diferente que en la filosofía occidental dominante. La epistemología de los nativos americanos también se encuentra en las ceremonias, las tradiciones comunitarias y la observación de la naturaleza y el simbolismo natural, además de los enfoques académicos más comunes.  El énfasis en el idioma y la cultura indígenas es un componente vital de la epistemología de los nativos americanos, y el idioma se considera esencial para comprender la psicología y los diferentes estados de conciencia.
Hester y Cheney han escrito sobre el fuerte vínculo entre la naturaleza y la interpretación del conocimiento dentro de las culturas nativas americanas. Creen que la mente interactúa con el entorno de una manera muy activa y consciente.
La epistemología indígena usa indistintamente los términos "saberes" y "conocimientos", e incluye saberes o conocimientos que abarcan tanto aspectos naturales como aspectos sociales.

## Tradiciones regionales

### América del Norte
En América del Norte, los grupos indígenas del norte de Mesoamérica a menudo carecen de historias escritas precoloniales. Sin embargo, algunas tradiciones orales sobrevivieron a la colonización. Un símbolo común para estos grupos eran las seis direcciones. Muchos consideraban que las direcciones este, oeste, norte, sur, arriba y abajo eran sagradas para su comprensión del mundo. Algunos creen que este símbolo consolida un sentido de lugar entre los grupos indígenas que lo comparten.

#### Suroeste de EE.UU.
Entre los Hopi, existe un concepto conocido como hopivotskwani, que se traduce aproximadamente como "el camino de la vida Hopi". Implica comportarse con disposición pacífica, cooperación, humildad y respeto. La filosofía Hopi enseña que la vida es un viaje, que debe vivirse en armonía con el mundo natural. Por lo tanto, los Hopi creen que seguir hopivotskwani conducirá a resultados positivos no solo en las relaciones interpersonales, sino también en las interacciones con la naturaleza, por ejemplo, asegurando suficientes lluvias y una buena cosecha. 
Por regla general, los indígenas Pueblo contemporáneos son muy reacios a compartir sus cosmovisiones filosóficas y espirituales tradicionales con extraños. Esto se puede atribuir a varios factores, entre ellos el abuso de confianza por parte de los primeros antropólogos y la intolerancia de los españoles coloniales hacia las religiones tradicionales de los Pueblo.[cita requerida]

#### Cuentos de los Coyote
El académico Brian Yazzie Burkhart comparte esta historia de Coyote :

Coyote deambula como de costumbre cuando se encuentra con un pueblo de perritos de la pradera. Los perros de la pradera se ríen y lo maldicen. Coyote se enoja y quiere venganza. El sol está alto en el cielo. Coyote decide que quiere que vengan nubes. Está empezando a odiar a los perritos de la pradera y por eso piensa en la lluvia. En ese momento aparece una nube.
Coyote dice: "Ojalá lloviera sobre mí". Y eso es lo que pasó.
Coyote dice: "Ojalá hubiera lluvia a mis pies". Y eso es lo que pasó.
"Quiero la lluvia hasta las rodillas", dice Coyote. Y eso es lo que pasó.
"Quiero la lluvia hasta la cintura", dice entonces. Y eso fue lo que pasó.

Finalmente, toda la tierra se inunda. El error de Coyote es no dejar que lo correcto guíe sus acciones, sino actuar completamente por sus propias motivaciones. Este es un recordatorio de que uno debe tener cuidado con lo que desea y debe tener en cuenta las cosas que nos rodean y cómo nos relacionamos con ellas. Burkhart llama a esto el principio de relación.

### América Central
Quizás la tradición filosófica mejor documentada de la era precolombina y colonial temprana es la de los aztecas, un pueblo de habla náhuatl que estableció un imperio grande y sofisticado en el centro de México antes de ser conquistado por los españoles. El pensamiento y la filosofía mesoamericana se destacan por su amplio uso de la metáfora para explicar conceptos abstractos. [5]
Los aztecas pensaban en la filosofía en términos más o menos pragmáticos y prácticos. Una característica central de la filosofía azteca era el concepto de teotl, un término náhuatl para la fuerza animadora del cosmos y un motor dinámico y en constante acción. Teotl en términos teológicos también podría simbolizar un tipo de panteísmo .

### América del Sur

#### Incas
Los Incas tenían una manera propia de ver al mundo, dar respuestas a los interrogantes que el hombre se plantea. Es evidente que la concepción de los Incas, fue producto de un largo proceso de evolución del pensamiento que el hombre andino realizó desde los comienzos mismos del período formativo. Fue una concepción propia y diferente a la de los europeos, con lo cual enfocó y entendió su mundo y marcó su proceder, su conducta e imprimió su sello en las relaciones sociales que establecieron los hombres andinos.
Gracias a los relatos de los mitos andinos que fueron incorporados a las crónicas ha sido posible obtener una imagen de la cosmovisión inca. En ellas tanto al espacio como el tiempo eran sagrados y tenían indudablemente una explicación mítica y una representación ritual. En relación con el espacio presentan una concepción dualista.
Ya en la época Wari-Tiahuanacu, el concepto dual ya estaba muy arraigado en estas culturas, que seguramente la tomaron de otras culturas antiguas y la generalizaron a lo largo del territorio que dominaron. Para el hombre andino (y los Incas) el espacio horizontal también estaba dividido en dos partes. Cada una de ellas subdividida en otras dos, así, el mundo aparecía compuesto por cuatro planos:
- Hanan Pacha o el mundo de arriba celestial y supraterranal (dioses como el sol, la luna, el rayo, las estrellas, el Arco Iris, etc).
- Kay Pacha o el mundo de aquí y presente (hombres, animales y plantas).
- Uku Pacha  o el mundo de abajo (muertos, no natos y las enfermedades).
- Hawa Pacha o el mundo de afuera (lo que existe pero nuestros sentidos no pueden percibir).

Cada una de estas kanchas es representada simbólicamente por el cóndor, puma, serpiente y águila respectivamente.
La expresión “Pacha” significa tierra, relacionada con el tiempo y el espacio, de ello surge la expresión "Pachamama", que es claramente conocida como la divinidad de la tierra, productora de alimentos.
Además el universo que vive, se mueve, desde la Tierra del hombre viviente, kay pacha, aparece y desaparece a través de dos puentes eternamente renacientes, ubicados en los crepúsculos, de la tarde a la noche a través de chakana puente de espacio tiempo; y de la noche a la mañana a través del chaka- chaka, puente que va aclarando y despertando el mundo.

### Citas
1. 1 2 3  Correa Mautz, Felipe (2024-04). «La filosofía indígena desde la filosofía académica latinoamericana». Veritas (en inglés) (57): 79-102. ISSN 0718-9273. doi:10.4067/S0718-92732024000100079. Consultado el 3 de junio de 2024.
2. ↑  Battiste, Marie (2002). «Indigenous Knowledge and Pedagogy in First Nations Education: A Literary Review with Recommendations». National Working Group on Education (en inglés) (Ottawa, Canada): 17. Archivado desde el original el 17 de abril de 2023. Consultado el 19 de abril de 2023.
3. ↑  Hester, L.; Cheney, J. (2001). «Truth and Native American epistemology». Social Epistemology (en inglés) 15 (4): 319-334. doi:10.1080/02691720110093333.
4. ↑  «Newsletter on American Indians in Philosophy». University of Delaware: American Philosophical Association. 2002. Consultado el 24 de diciembre de 2021.
5. ↑  «Hopi Indians - Anthropology - iResearchNet».
6. ↑  Burkhart, 2003, pp. 15-16.
7. ↑  Burkhart, 2003, p. 16.
8. ↑  «Aztec Philosophy». Internet Encyclopedia of Philosophy. Internet Encyclopedia of Philosophy. Consultado el 24 de diciembre de 2019.
9. ↑  Millones, Luis (2001). «The Inner Realm». The Potato Treasure of the Andes.
10. ↑  María Rostworowski, Poder y religión en el Perú antiguo Ediciones IEP, Lima Perú, varias ediciones

## Otras lecturas
- Aguirre, Eduardo (2016). «La filosofía de los pueblos originarios en América Latina». Derecho a Réplica.
- Arola, A. (2011). «Native American Philosophy». The Oxford Handbook of World Philosophy. Oxford Handbooks.
- Barnhardt, R. (2005). «Indigenous knowledge systems and Alaska Native ways of knowing». Anthropology & Education Quarterly 36 (1): 8-23. doi:10.1525/aeq.2005.36.1.008.
- Hernández Díaz, Miguel (2016). «El pensamiento filosófico de los pueblos originarios en América Latina». La Jornada del Campo.
- Moore, K.D.; Peters, K.; Jojola, T.; Lacy, A. (2007). How it is: The Native American philosophy of VF Cordova.
- Parry, M.L.; Canziani, O.F.; Palutikof, J.P.; van der Linden, P.J.; Hanson, C.E. (2007). Climate Change 2007: Working Group II: Impacts, Adaptation and Vulnerability. Cambridge University Press. pp. 625-666.
- Rojas Osorio, Carlos (1999). «La América indígena y la filosofía». Revista ABRA (Universidad Nacional de Costa Rica) 20 (29): 16-23. Consultado el 20 de abril de 2023.
- Rojas Ruiz, María Fernanda (2019). Fundamentación filosofica del pensamiento indígena. Bogotá: Universidad Santo Tomás. Consultado el 20 de abril de 2023.
- Tedlock, D.; Tedlock, B., eds. (1992). Teachings from the American Earth: Indian Religion and Philosophy. W.W. Norton & Company.
- Waters, Anne, ed. (2003). American Indian Thought: Philosophical Essays. Wiley-Blackwell.
- Younker, Jason (2008). «Review of How It Is: The Native American Philosophy of V. F. Cordova by V. F. Cordova, Kathleen Dean Moore, Kurt Peters, Ted Jojola, Amber Lacy». Oregon Historical Quarterly 109 (4): 641-642. doi:10.1353/ohq.2008.0048.
- Esta obra contiene una traducción  derivada de «Indigenous American philosophy» de Wikipedia en inglés, concretamente de esta versión, publicada por sus editores bajo la Licencia de documentación libre de GNU y la Licencia Creative Commons Atribución-CompartirIgual 4.0 Internacional.

- Datos: Q16847395
- Multimedia: Indigenous American philosophy / Q16847395